# 모란봉역
모란봉역(牡丹峰驛)은 조선민주주의인민공화국 평양시 중구역에 있는 평양 지하철도 천리마선의 역이다. 에스컬레이터를 타고 20분을 내려가야 될 정도로 깊은 역이다.
1973년에 통일역(統一驛)이라는 이름으로 개업했으나, 2024년에 김정은 조선민주주의인민공화국 국무위원장이 대한민국을 적대적 교전 국가로 규정하고 통일 정책을 폐기할 것을 지시하면서 이 역의 이름에서도 ‘통일’이 삭제되었고, 안내에는 한동안 단순히 역이라는 한 글자만이 쓰였다. 그러다가 2024년 9월 30일에 모란봉역(牡丹峰驛)으로 바뀐 사실이 확인되었다.

## 역 주변
이 역은 모란봉의 남쪽과 만수대 사이에 위치한다.
- 김정숙탁아소
- 만수대
  - 만수대대기념비
  - 조선혁명박물관
  - 만수대의사당 (최고인민회의)
- 모란봉
  - 모란봉야외극장
- 아동백화점
- 옥류관
- 천리마동상
- 청년공원

## 인접한 역
| 평양 지하철 천리마선 | 평양 지하철 천리마선 | 평양 지하철 천리마선 |
| -------------------- | -------------------- | -------------------- |
| 승리 부흥 방면       | 천리마선             | 개선 붉은별 방면     |